# Georg Schlunegger
Georg Schlunegger (* 8. November 1980 in Bern) ist ein Schweizer Komponist, Songwriter und Produzent.

## Biografie
Georg Schlunegger wuchs in Grindelwald und Münsingen auf. Nach seiner KV-Lehre bei den Schweizerischen Bundesbahnen SBB studierte er von 2002 bis 2010 Geschichte an der Universität Bern. In dieser Zeit machte der Autodidakt auch seine ersten Erfahrungen als Songwriter und Komponist. Heute ist er Miteigentümer der Produktionsfirma Hitmill und zählt mit bisher 15 Alben (davon drei auf Platz 1) und acht Singles (davon zwei auf Platz 1) in den Top Ten der Schweizer Charts zu den erfolgreichsten Musikproduzenten der Schweiz. Seine Kompositionen erreichten neunmal Gold, viermal Platin und einmal Doppelplatin. Georg Schlunegger ist seit 2016 verheiratet mit der Autorin und Spoken-Word-Künstlerin Olivia El Sayed und hat zwei Töchter. Er lebt mit seiner Familie in Zürich.

## Karriere
Seine musikalischen Anfänge liegen in der Schülerband Crossfade, in der er mit Daniel Kandlbauer spielte. Gitarre, Klavier und Schlagzeug brachte er sich selbst bei. Schon während seines Studiums schrieb er Lieder für Schweizer Künstler wie Francine Jordi, Trauffer, Fabienne Louves und die Bands George sowie aus Österreich Dreieck und Luttenberger*Klug. 2009 wurde Roman Camenzind auf ihn aufmerksam. Ein Jahr später begann er bei Hitmill zu arbeiten, zog nach Zürich und ist seit 2014 Miteigentümer der Produktionsfirma.
Schlunegger arbeitet mit Schweizer Interpreten zusammen, darunter Anna Känzig, Anna Rossinelli, Eliane, Francine Jordi sowie die Band Kunz. Die Alben Marylou von Anna Rossinelli, Flöru von Florian Ast sowie Mundart Folk von Kunz landeten alle auf Platz 1. In die Top 10 Albumcharts schafften es unter anderem Sound and Fury von Anna Känzig sowie alle drei Alben von Eliane (Sängerin): Like the Water, Venus & Mars und Bright Lights. Mit Anna Rossinelli, Eliane, Francine Jordi und Kunz erreichte er Gold.
2013 vertrat Takasa die Schweiz am Eurovision Song Contest ESC. Schlunegger, der die Hymne You and Me komponierte und produzierte, begleitete die Gruppe nach Malmö. Bei der Schweizer Vorausscheidung trat die aus Salutisten der Berner Heilsarmee bestehende Popgruppe noch unter dem Namen Heilsarmee auf.
Neben der Musik für Popkünstler arbeitete Georg Schlunegger mit Hitmill auch für das Fernsehen und die Fernsehwerbung. So ist er seit 2014 als musikalischer Leiter für die Sendungen Hello Again und Alperöösli des Schweizer Fernsehen SRF verantwortlich. Für die Coop-Bioproduktelinie Naturaplan komponierte Georg Schlunegger mit Roman Camenzind die Singles Love feat. Lennon & Maisy und I Love. Die Singles erreichten Platz 2 und 1 der Single-Charts. Beide Titel erreichten Gold für 10'000 verkaufte Einheiten. Für das Migros-Ensemble komponierten Camenzind und Schlunegger 2014 das Weihnachtslied Ensemble, das ebenfalls zum Nummer-eins-Hit wurde und Doppelplatin erreichte.
Zusammen mit Nikol Camenzind komponiert Schlunegger alle Lieder für den Kinderchor Schwiizergoofe. Im Frühjahr 2013 wurde die erste Doppel-CD mit 15 Liedern in der gesungenen und in einer Instrumentalversion zum Mitsingen veröffentlicht. Seither wurde jedes Jahr mindestens eine Schwiizergoofe-Doppel-CD veröffentlicht und jedes Album erreichte die Top Ten Albumcharts, vier Alben wurden mit Platin für über 20'000 verkaufte Exemplare ausgezeichnet. Für die Weihnachtskampagne 2015 von Coop produzierten Roman und Nikol Camenzind zusammen mit Georg Schlunegger den Song Es Truckli vou Liebi. Zusammen mit dem Kinderchor interpretierte Schlunegger das Lied selbst. Pro verkaufte CD und verkauftes Ticket der Schwiizergoofe wird an das Kinderhilfswerk UNICEF gespendet.
Für die Spendenaktion Jeder Rappen zählt von Schweizer Radio und Fernsehen und der Glückskette, komponierte und textete Georg Schlunegger zusammen mit der Zürcher Sängerin Anna Kaenzig die offizielle JRZ-Hymne 2016 «Lion’s Heart».
Im August 2016 erschien Heimweh, die erste CD seines gleichnamigen Projekt-Männerchors. Die Sänger des Chors sind zwischen 24 und 55 Jahre alt und kommen aus sieben verschiedenen Kantonen der Schweiz. Mit «Schluneggers Heimweh» erreichte Hitmill Goldstatus, bevor die CD im offiziellen Handel erhältlich war. Am 10. Februar 2017 gewann «Schluneggers Heimweh» als beste Schweizer Band und als Best Breaking Act zwei Swiss Music Awards.
Am 14. Mai 2017 erhielt Georg Schlunegger den Prix Walo als bester Newcomer.